# Lyssa fletcheri
Lyssa fletcheri är en fjärilsart som beskrevs av Regteren Altena 1953. Lyssa fletcheri ingår i släktet Lyssa och familjen Uraniidae. Inga underarter finns listade i Catalogue of Life.